# Nowa prawica
Nowa prawica – ruch społeczno-polityczny powstały w latach siedemdziesiątych i osiemdziesiątych XX wieku, opierający się na klasycznym liberalizmie ekonomicznym i konserwatyzmie społecznym.

## Charakterystyka
Początki ruchu związane były z klęską keynesizmu, obniżeniem autorytetu władzy oraz zagrożeniem rozprzężenia społecznego. Szczególną rolę odegrał on w Stanach Zjednoczonych, gdzie był związany z konserwatywną frakcją Partii Republikańskiej i prezydentem Ronaldem Reaganem (przyczyniając się do jego wyboru na prezydenta). Główną rolę w pojawieniu się ruchu odegrał Richard Viguerie, który krytykując Republikanów wraz ze współpracownikami przyczynił się do utworzenia organizacji nawiązujących do chrześcijaństwa: Moral Majority (Głos Większości), Religious Roundtable (Religijny Okrągły Stół) i Christian Voice (Chrześcijański Głos). Aktywiści tych ugrupowań skupiali się na sprawach związanych z moralnością i religią (zakaz aborcji, wspieranie tradycyjnego modelu rodziny, krytyka homoseksualizmu, postulowanie nauczania religii w edukacji publicznej). Innym istotnym kręgiem politycznym, który miał wpływ na pojawienie się nowej prawicy, byli neokonserwatyści (dawni lewicowcy) z Normanem Podhoretzem na czele i pisma: „Commentary”, „New Criterion” i „The Public Interest”. Zwolennicy nowej prawicy bez powodzenia starali się o nominacje prezydenckie z Partii Republikańskiej w l. 90. XX w. i po 2000 r. (m.in. Patrick Buchanan). W Wielkiej Brytanii ruch narodził się wraz z objęciem przez Margaret Thatcher stanowiska premiera. Istotną rolę tutaj odegrał Roger Scruton i jego pismo „The Salisbury Reviev”. 
W latach 80. XX w. ruch znalazł się w odwrocie z powodu braku spójności poglądów. 
W Polsce jego zwolennicy (m.in. członkowie UPR, WiP i Ruchu Wyborców Janusza Korwin-Mikkego) utworzyli partię Kongres Nowej Prawicy.